# كيفن برادلي
كيفن برادلي (بالإنجليزية: Kevin Bradley)‏ (18 يونيو 1986 بغلاسكو في المملكة المتحدة - ) هو لاعب كرة قدم بريطاني في مركز جناح. لعب مع نادي كلايد ونادي ستنهاوسموير ونادي مونتروز لكرة القدم وKirkintilloch Rob Roy F.C. ‏ وPollok F.C. ‏.

## وصلات خارجية
- كيفن برادلي على موقع قاعدة بيانات كرة القدم.إي يو (الإنجليزية)
- كيفن برادلي على موقع Soccerbase.com (لاعب) (الإنجليزية)